# ويليام إي. هنري
ويليام إي. هنري (بالإنجليزية: William E. Henry)‏ هو عالم نفس أمريكي، ولد في 1918، وتوفي في 1994.